# Frank Walker (Politiker, 1943)

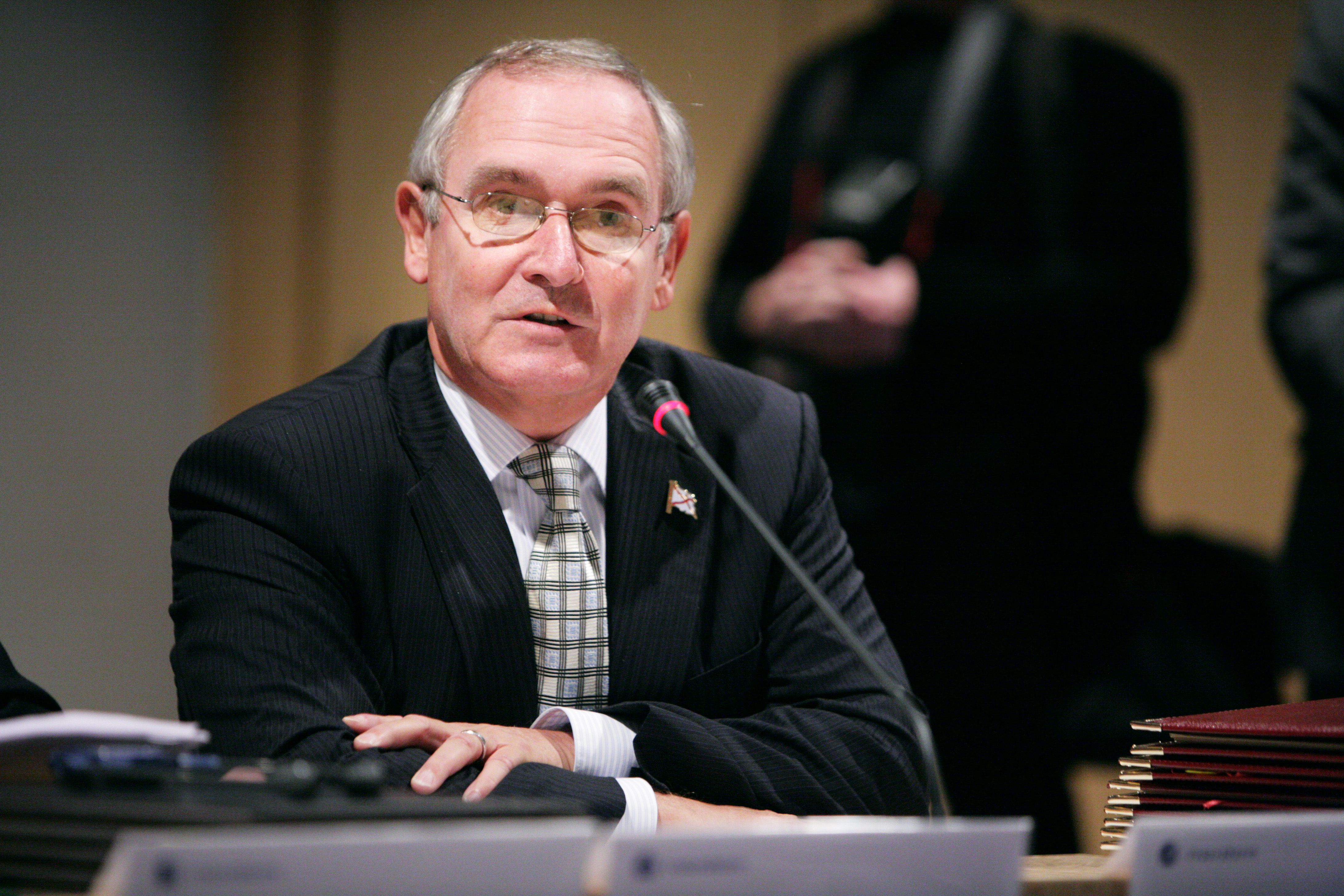
Frank Walker (2008)

Frank Harrison Walker (* 17. Oktober 1943 in Jersey) ist ein britischer Politiker, der zwischen 2005 und 2008 erster Chief Minister von Jersey war.

## Leben
Walker, der seine berufliche Laufbahn 1973 als Geschäftsführer der W. E Guiton & Co. Ltd. begann, wurde am 13. Dezember 1990 erstmals zum Abgeordneten der States of Jersey gewählt und vertrat in diesen nach seiner Wiederwahl 1993 bis 1996 den Wahlkreis St. Helier No. 3 (Vingtaine du Rouge Bouillon und Vingtaine du Mont à l'Abbé). Bei den Wahlen 1996 wurde er als Senator in die States of Jersey gewählt und gehörte diesen nunmehr nach seiner Wiederwahl am 12. Dezember 2002 bis 2008 an. Er war in dieser Zeit unter anderem Vorsitzender des Finanz- und Wirtschaftsausschusses.
Am 8. Dezember 2005 wurde Walker erster Chief Minister von Jersey, nachdem er sich am 5. Dezember 2005 bei der Wahl in den States of Jersey mit 38 gegen Stuart Syvret durchsetzen konnte, auf den 14 Stimmen entfielen. Er bekleidete diesen Posten bis zum 12. Dezember 2008, woraufhin er durch den bisherigen Minister für Schatz und Ressourcen Terry Le Sueur abgelöst wurde. Zugleich fungierte er von 2005 bis 2008 als Vorsitzender des Beschäftigungsausschusses der States of Jersey (States Employment Board). Für seine Verdienste um Jersey wurde ihm am 1. Januar 2011 das Offizierskreuz des Order of the British Empire (OBE). 2016 kam es zur Untersuchung seiner umstrittenen Personalentscheidungen wie die Entlassung von Polizeipräsident Graham Power, die er verteidigte.